# Saori Sakoda
Saori Sakoda (jap. 迫田 さおり Sakoda Saori; ur. 18 grudnia 1987 r. w Kagoshima, w Japonii) – japońska siatkarka, grająca na pozycji przyjmującej. Obecnie występuje w drużynie Toray Arrows.

## Sukcesy klubowe
Puchar Japonii:
- 2007, 2011

Klubowe Mistrzostwa Azji:
- 2012
- 2008, 2009

Mistrzostwo Japonii:
- 2008, 2009, 2010, 2012
- 2011, 2013
- 2014, 2016

## Sukcesy reprezentacyjne
Puchar Piemontu:
- 2010

Mistrzostwa Świata:
- 2010

Volley Masters Montreux:
- 2011

Mistrzostwa Azji:
- 2011

Igrzyska Olimpijskie:
- 2012

Puchar Wielkich Mistrzyń:
- 2013

## Nagrody indywidualne
- 2008: Najlepsza punktująca Klubowych Mistrzostw Azji
- 2013: Najlepsza przyjmująca Pucharu Wielkich Mistrzyń